# علی امیرحکمت
علی امیرحکمت  سیاست‌مدار ایرانی بود، که در دوره نوزدهم  مجلس شورای ملی بعنوان نماینده شاهرود در مجلس شورای ملی حضور داشت.